# Decentralizované financování
Decentralizované financování (běžně označované jako DeFi) je alternativní forma financování, která se nespoléhá na tradiční centralizované zprostředkovatele financování, jako jsou makléřské společnosti, burzy nebo banky, a místo toho využívá chytré kontrakty zakotvené v blockchainu.
DeFi umožňuje lidem poskytovat a získávat finanční prostředky od ostatních uživatelů formou půjček, spekulovat na pohyb cen aktiv pomocí jejich tokenizovaných derivátů, obchodovat s kryptoměnami, pojistit se proti rizikům a sbírat úroky z kryptoměn držených ve speciálních peněženkách fungujících podobně jako tradiční bankovní termínované spořicí účty (termínované vklady).
Decentralizované finance jsou na uživatelské úrovni typicky ovládané pomocí mobilní aplikace.
Některé aplikace DeFi nabízejí vysoké úrokové sazby, protože vklady v jejich protokolu jsou vystaveny vysokému riziku.
V roce 2020 bylo v různých decentralizovaných finančních protokolech uloženo více než 11 miliard dolarů, což v průběhu roku 2020 představovalo více než desetinásobný růst.
Od ledna 2021 bylo do DeFi kontraktů investováno přibližně 20,5 miliardy USD.

## Kritika
Blockchainové transakce jsou typicky nevratné. Špatně zadanou transakci v rámci DeFi platformy obvykle tedy nejde vrátit.
V případě technické chyby v chytrém kontraktu, na kterém nějaká DeFi platforma funguje, uživatelé mohou ztratit celou svoji investici. Zneužití těchto chyb hackery je časté. V roce 2020 DeFi platforma Yam Finance nasbírala uživatelské vklady (tzv. Total Locked Value]) za 750 milionů USD, ale po spuštění platformy došlo k havárii a finančním ztrátám kvůli chybě v kódu platformy.
Decentralizované protokoly operují celosvětově a z právního hlediska jsou těžko regulovatelné. Při finančních ztrátách vinou chyby v chytrém kontraktu investoři obvykle nemají žádnou právní ochranu. Kromě toho, osoba nebo entita stojící za konkrétním protokolem DeFi může být neznámá a může zmizet s penězi investorů.
Výběr DeFi platforem, do kterých investovat, vyžaduje vysoký level finanční gramotnosti. Investor Michael Novogratz popsal některé protokoly DeFi jako „schémata podobná ponzi“.